# Dörfel (Schlettau)
Dörfel ist ein Ortsteil der sächsischen Stadt Schlettau im Erzgebirgskreis.

## Geografie

### Lage
Das Waldhufendorf Dörfel liegt etwa 3 Kilometer nördlich von Schlettau im Erzgebirge. Der Ort zieht sich etwa 1 Kilometer beginnend am rechten Ufer der Zschopau den Hang nach Osten hinauf. Durch das Tal der Zschopau verläuft die Staatsstraße 267 Tannenberg–Crottendorf, über welche auch Anschluss an Hermannsdorf am linken Ufer besteht. Über eine Gemeindestraße ist Dörfel mit Frohnau verbunden.

### Nachbarorte
|              | Tannenberg                                  |          |
| Hermannsdorf | Kompassrose, die auf Nachbargemeinden zeigt | Frohnau  |
| Scheibenberg | Schlettau                                   | Buchholz |

## Geschichte

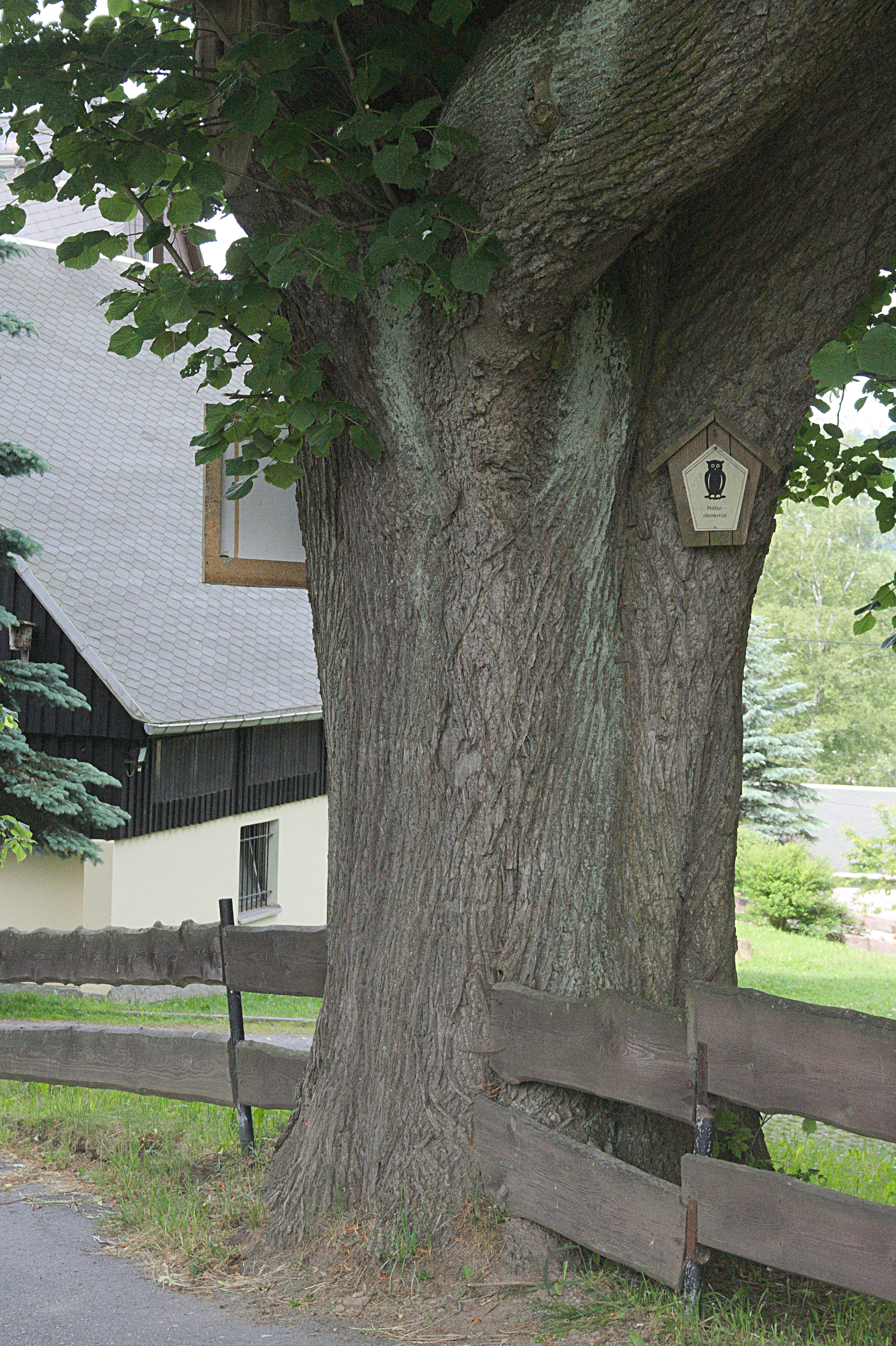
Eine als Naturdenkmal geschützte Linde in Dörfel

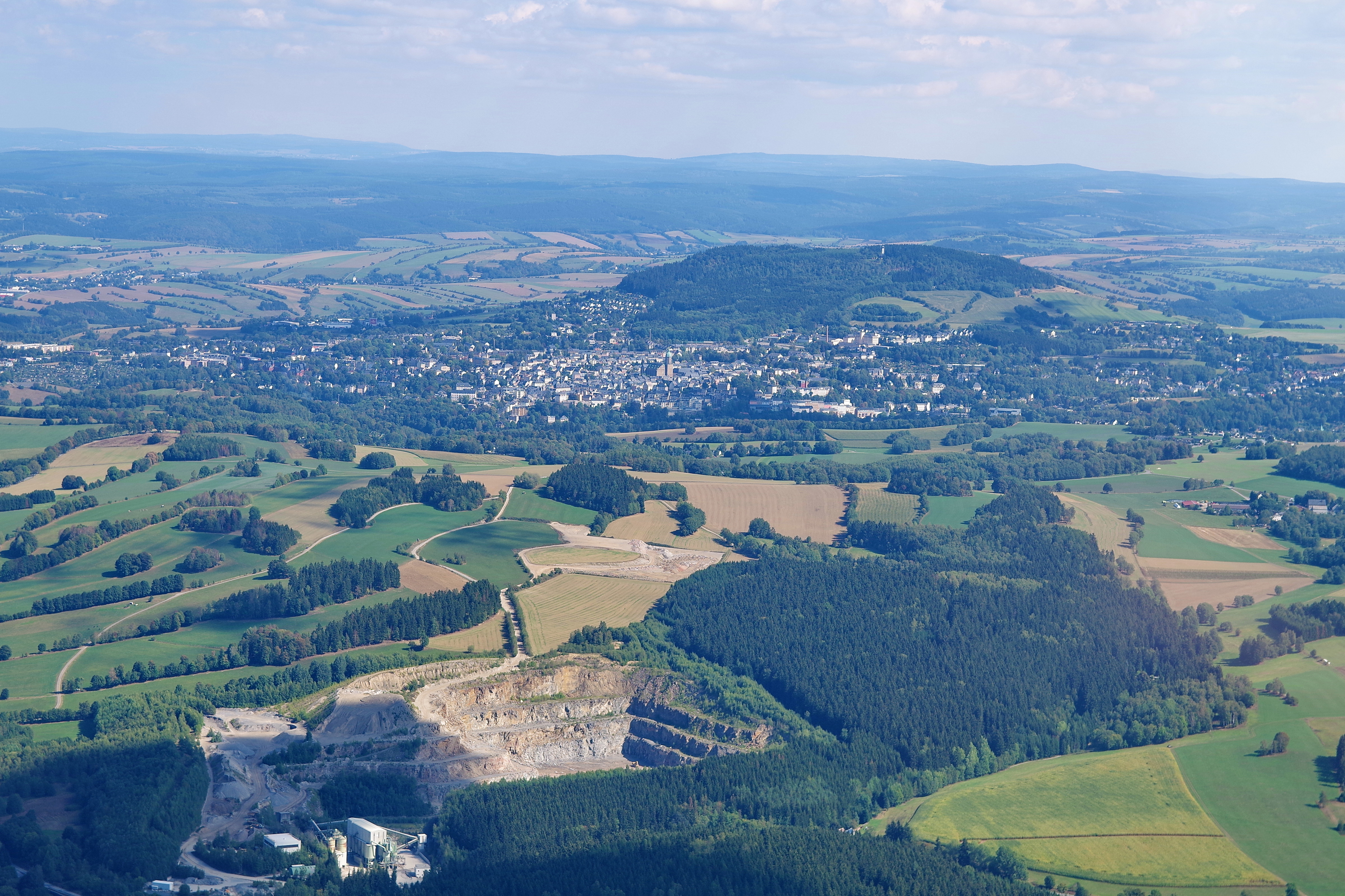
Hartsteinwerk Dörfel, im Hintergrund Annaberg-Buchholz mit dem Pöhlberg

Das frühere unmittelbare Amtsdorf des Amtes Grünhain wurde 1411 erstmals als daz Dorffichin urkundlich erwähnt. In der Vergangenheit führte eine Furt durch die Zschopau. Ende des 16. Jahrhunderts wurde intensiver Eisenbergbau betrieben. Zum Dorf gehörten früher zwei Mühlen und ein Erblehngericht. Zu Beginn des 19. Jahrhunderts betrug die Einwohnerzahl 224. Kirchlich gehörte Dörfel bis 1559 zu Elterlein und ist seitdem nach Hermannsdorf gepfarrt.
1886 wurde eine Holzschleiferei und Pappenfabrik als erster größerer Industriebetrieb gegründet. 1892 wurde ein Schulhaus eingeweiht, 1926 eine neue Schule und ein Spritzenhaus errichtet.
Am 1. Oktober 1996 wurde Dörfel nach Schlettau eingemeindet.

## Einwohnerentwicklung
| Jahr | Einwohnerzahl                          |
| ---- | -------------------------------------- |
| 1559 | 24 besessene Mann                      |
| 1764 | 19 besessene Mann, 4 Häusler, 10 Hufen |
| 1834 | 302                                    |
| 1855 | 364                                    |
| 1871 | 402                                    |
| 1890 | 477                                    |

| Jahr | Einwohnerzahl |
| ---- | ------------- |
| 1910 | 513           |
| 1925 | 500           |
| 1939 | 435           |
| 1946 | 440           |
| 1950 | 572           |

| Jahr | Einwohnerzahl |
| ---- | ------------- |
| 1964 | 463           |
| 1990 | 399           |
| 1996 | 388           |

## Persönlichkeiten
- Karlheinz Stoll (1927–1992), evangelischer Theologe, Pfarrer und Bischof, wurde in Dörfel geboren